# Ur-Brenztal
Ur-Brenztal ist ein Landschaftsschutzgebiet mit der Schutzgebietsnummer 1.35.080 im Landkreis Heidenheim in Baden-Württemberg.

## Lage und Beschreibung
Das Landschaftsschutzgebiet umfasst ein Feuchtgebiet zwischen Oberkochen im Norden im benachbarten Ostalbkreis und Königsbronn beidseits des Seegartenhofgrabens und danach bis zum Königsbronner Ortsrand des diesen aufnehmenden Ziegelbachs, die zusammen den längsten Oberlaufstrang der Brenz bilden und in sehr breitem und flachem Talgrund fließen. Am linken und östlichen Talrand verläuft die das Gebiet längstenteils begrenzende Bundesstraße 19.
Das Schutzgebiet entstand durch Verordnung des Landratsamtes Heidenheim vom 27. Juni 2003. Es gehört zum Naturraum 096-Albuch und Härtsfeld innerhalb der naturräumlichen Haupteinheit 09-Schwäbische Alb.

## Schutzzweck
Wesentlicher Schutzzweck nach der Schutzgebietsverordnung ist der Erhalt des Grünlands im Schutzgebiet, im Besonderen der vorhandenen Feuchtwiesen. Diese Feuchtflächen sind ein wichtiger Trittstein für Wanderbewegungen der Vogelwelt. Sie bieten darüber hinaus Strichvögeln, wie z. B. dem Graureiher oder der Bekassine, die Möglichkeit zur Nahrungsaufnahme. Die Wiesen und  Weideflächen sind Lebensraum seltener Vogelarten wie der Schafstelze, die in diesem Gebiet brütet, und wichtiger Rastplatz für Wiesen- und Bergpieper, Steinschmätzer, Ringel- und Hohltauben und Jagdrevier von Kornweihen. An bedrohten Brutvogelarten finden sich außerdem Rotmilan, Neuntöter, Dorn- und Klappergrasmücke, sowie bedrohte Fledermausarten wie das Große Mausohr und die Zwergfledermaus.
Diese noch verbliebene offene Talaue unterbricht das fast durchgehende Siedlungsband, das sich von Aalen bis Gíengen/Brenz erstreckt, und ist eine Grünbrücke zwischen den Hochflächen des Albuchs im Westen und des Härtsfeldes im Osten. Der auffällig breite Talzug wurde von der ehedem viel weiter im Norden entstehenden Urbrenz geschaffen, deren einst großes nördliches Einzugsgebiet inzwischen vom Kocher angezapft wurde, der heute nurmehr gut einen Kilometer nördlich der Schutzgebietsgrenze entspringt und anders als der Donauzufluss Brenz und ihre Vorgängerin Urbrenz zum Rhein hin entwässert.